# 導電性高分子

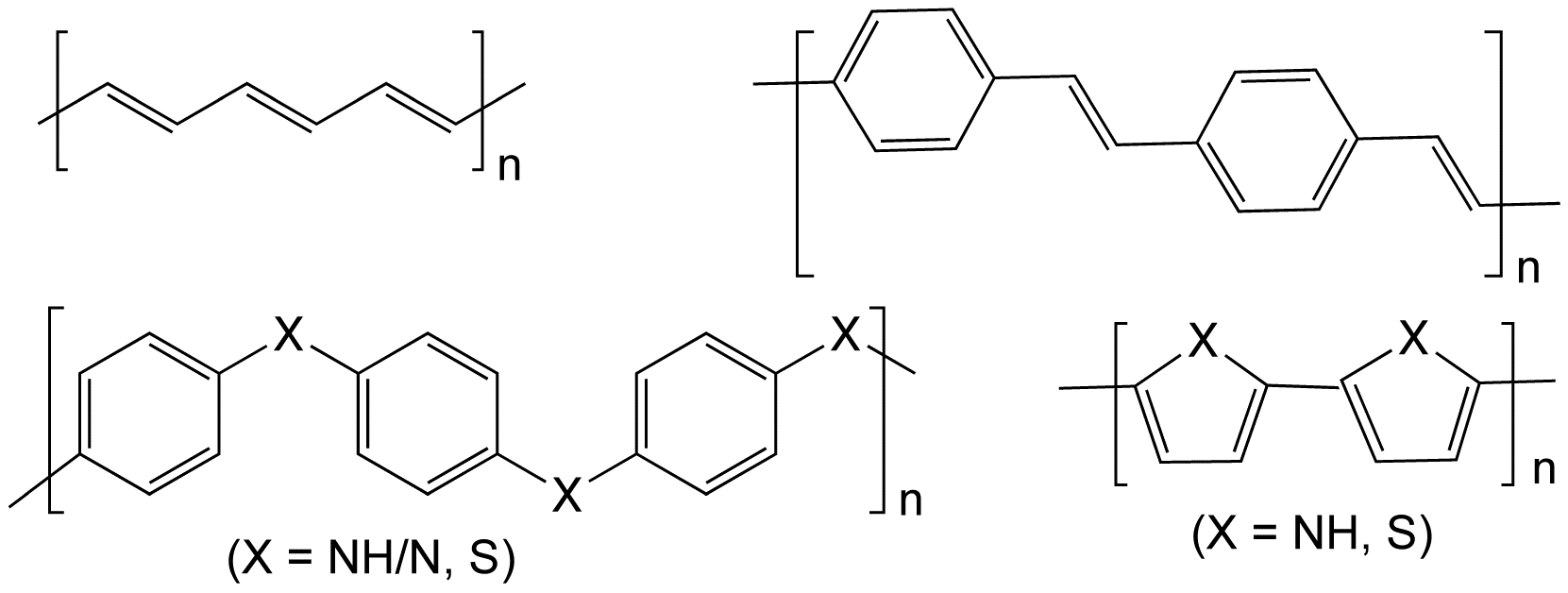
導電性高分子の構造式を示した一例。
ポリアセチレン（左上）、
ポリ(p-フェニレンビニレン)（右上）、
ポリピロール(右下、X = NH)、
ポリチオフェン (右下、X = S)、
ポリアニリン (左下、X = NH/N)、
ポリ(p-フェニレンスルフィド) (左下、X = S)

導電性高分子（どうでんせいこうぶんし）または、導電性ポリマー（conductive polymers、intrinsically conducting polymers、ICPs）とは、電気伝導性の高い高分子化合物の呼称である。代表的な物質としてはポリアセチレン、ポリチオフェン類などが挙げられる。性質は導体というより半導体であり、高分子半導体などと呼ぶ場合もある。

## 応用分野
自由電子を持たない有機材料である高分子は、電気を流しにくい。そのため、電気・電子分野において高分子は、絶縁材や誘電体などとして使われてきた。
しかし、1970年代に白川英樹らによるポリアセチレンフィルムの合成により、電気が流れる高分子、つまり導電性高分子に関する研究が飛躍的に発展し、現在ではATMなどの透明タッチパネルや、電解コンデンサや電子機器のバックアップ用電池、携帯電話やノートパソコンに使用されているリチウムイオン電池の電極等に応用されている。また、導電性高分子は導電性だけでなく発光性を有し、かつ製膜性を有するのでフレキシブルディスプレイの実現が可能な有機エレクトロルミネッセンス（有機EL）への応用や、シリコン等の無機半導体でなく有機物を利用した有機トランジスタ（有機半導体）、導電性高分子をインクとしてインクジェット技術などを利用し直接基板にパターンを作るプリンタブル回路などの次世代への研究・実用化も盛んに行われている。
また、現在、太陽電池などで透明導電体としているITO（インジウム・チタン酸化物）のインジウム、その代替品の亜鉛酸化物の資源量が充分でない事、金属系透明導電フィルムが曲げに弱い事もあって、金属性透明導電体の代替物としても（電気伝導度が現在半導体レベルではあるが）注目されている

## 主な現行製品
| 系統             | 速度       | 安定性 | 透明性 | 成膜性 |
| ---------------- | ---------- | ------ | ------ | ------ |
| ポリチオフェン系 | 100S/cm    | ◎      | ◎      | ◎      |
| ポリアセチレン系 | 50-500S/cm | X      | X      | ○      |
| ポリアニリン系   | 10-50S/cm  | ○      | ○      | ○      |
| ポリピロール系   | 50-100S/cm | ◎      | X      | X      |

## 導電性の改良
導電性高分子の多くは一般に二重結合と単結合が交互に並んだ構造、つまりπ共役が発達した主鎖を持ち、導電性はこの性質に起因する。すなわち導電性高分子の多くはπ共役系高分子であるが、σ共役系高分子についても多くの研究が進められている。
共役系高分子は共役を持つので、一般の高分子と異なり導電経路は有するものの、自由に動ける電荷移動体、つまりキャリアが存在しないためそれ自身では導電性を発現しない。しかし、シリコン等の無機半導体のようにキャリアをドーピングし自由に動けるキャリアを注入することで導電性を発現させることができる。
このドーピングは、ヨウ素や五フッ化ヒ素などの電子受容体（アクセプタ）やアルカリ金属などの電子供与体（ドナー）等の適当な化学種を高分子に添加することで行われ、化学ドーピングと呼ばれる。このように、化学ドーピングにより導電性高分子は自由に動くことのできるキャリアを生じるため、有機物でありながら金属に匹敵する導電性を有するのである。
これまでにポリアセチレンをはじめとし、芳香環を有するポリパラフェニレン、ポリアニリン、ポリチオフェン、ポリパラフェニレンビニレンなど多くの導電性高分子が合成され、研究が行われている。
2000年、導電性ポリアセチレンの発見と開発に貢献した白川英樹は、アラン・ヒーガー、アラン・マクダイアミッドと共に導電性高分子の発見と開発への功績によりノーベル化学賞を受賞した。

### 有機光伝導体
光が照射されると導電性を持つ性質を活用して複写機やレーザープリンタ等に使用される。

## 有機太陽電池
有機物によってできる太陽電池で色素増感型と有機薄膜型等がある。